# النوادر السلطانیه و المحاسن الیوسفیه
النوادر السلطانیه و المحاسن الیوسفیه عنوان کتابی تاریخی است از یوسف بن رافع بن تمیم اسدی، معروف به قاضی ابن شداد، قاضی و نویسنده قرن پنجم و ششم هجری قمری. این کتاب با حجمی کم و زبانی ساده در دو بخش تألیف شده‌است. بخش اول در مورد زندگی و فضایل صلاح‌الدین ایوبی است و در بخش دوم لشکرکشی شیرکوه، سردار صلاح‌الدین به مصر در جریان جنگ‌های صلیبی به تحریر درآمده‌است. رشته حوادث گزارش شده در این کتاب تا زمان درگذشت صلاح‌الدین است. نویسنده در این کتاب، اغلب آنچه را شاهد بوده، توصیف کرده‌است. این کتاب یکی از مشهورترین تک‌نگاری‌ها دربارهٔ فرمانروایی اسلامی در مصر و شام محسوب می‌شود.